# 부귀병단
《부귀병단》(富貴兵團: The Fortune Code)은 홍콩에서 제작된 정칙사 감독의 1990년 영화이다. 홍금보 등이 주연으로 출연하였고 장국충 등이 제작에 참여하였다.

## 출연

### 주연
- 홍금보
- 유덕화

### 조연
- 증지위
- 알란 탐
- 매염방

## 기타
- 출품인: 장국충
- 미술: 임택지
- 무술연출: 진회곡
- 무술연출: 원빈